# Iglesia de la Asunción (Traiguera)
La iglesia de la Asunción de la población de Traiguera, de estilo renacentista, es un templo católico situado en el centro de la población y sede de una parroquia del obispado de Tortosa.

## Historia
Poco se sabe de la primitiva iglesia que debió construirse durante el siglo XIII, lo más seguro es que fuese un templo sencillo, de los llamados de conquista, de estilo gótico con pervivencias románicas. En 1374 el Consejo pide su ampliación y en el siglo XV vuelve a ampliarse.
El 10 de abril de 1400 se contrata a Bartomeu Duran, maestro de obras de San Mateo para construir la torre campanario, que se finalizó el 5 de mayo de 1403. Martí de Viciana avanzó el comienzo el 21 de febrero de 1393. En el siglo XV se hace amplia a más altura.
El actual templo se finalizó el año 1622, pero sin el tramo de los pies de la nave, que se cerró con una pared donde se ve el comienzo de los arcos formeros y una sencilla puerta, que se reaprovecha del antiguo templo .
A finales de 2002, por caídas puntuales del cubrimiento de las bóvedas, grietas y humedades visibles en las paredes y las bóvedas, la Generalidad Valenciana decidió realizar unas obras de consolidación y restauración, que se efectuaron durante 2003.

## Arquitectura

### Estructura
La iglesia es de planta rectangular con una nave cubierta con bóveda de crucería con terceletes, rematada por claves decoradas con motivos florales y con el símbolo que aparece en el escudo de la población, con capillas laterales entre contrafuertes abiertos formando un paso lateral a cada lado, y un ábside octogonal con una bóveda estrellada. Ofrece un interesante ejemplo de simbiosis, con una bóveda de crucería proveniente de la tradición gótica, sustentada por un sistema de arcos formeros de medio punto y pilastras, estribos y entablamentos clasicistas.

### Fachada
La puerta principal está al lado de la Epístola, a los pies de la nave, entre dos contrafuertes. Dos columnas dóricas exentas de fuste liso y éntasis, sobre pedestal, enmarcan una puerta con arco de medio punto. Encima, un frontón circular partido deja espacio a una hornacina, donde está colocada una imagen de la Virgen, coronada por otro frontón triangular partido.
A los pies de la nave se abre una puerta adintelada con una hoja de tracería gótica.

### Campanario
El campanario es de planta octogonal con dos cuerpos iniciales, el superior, antes que el de las campanas, tiene las aberturas tapiadas, y por encima, otro cuerpo, con abertura de medio punto en cada cara. Corona la torre otro cuerpo más pequeño y estrecho, también con aberturas.

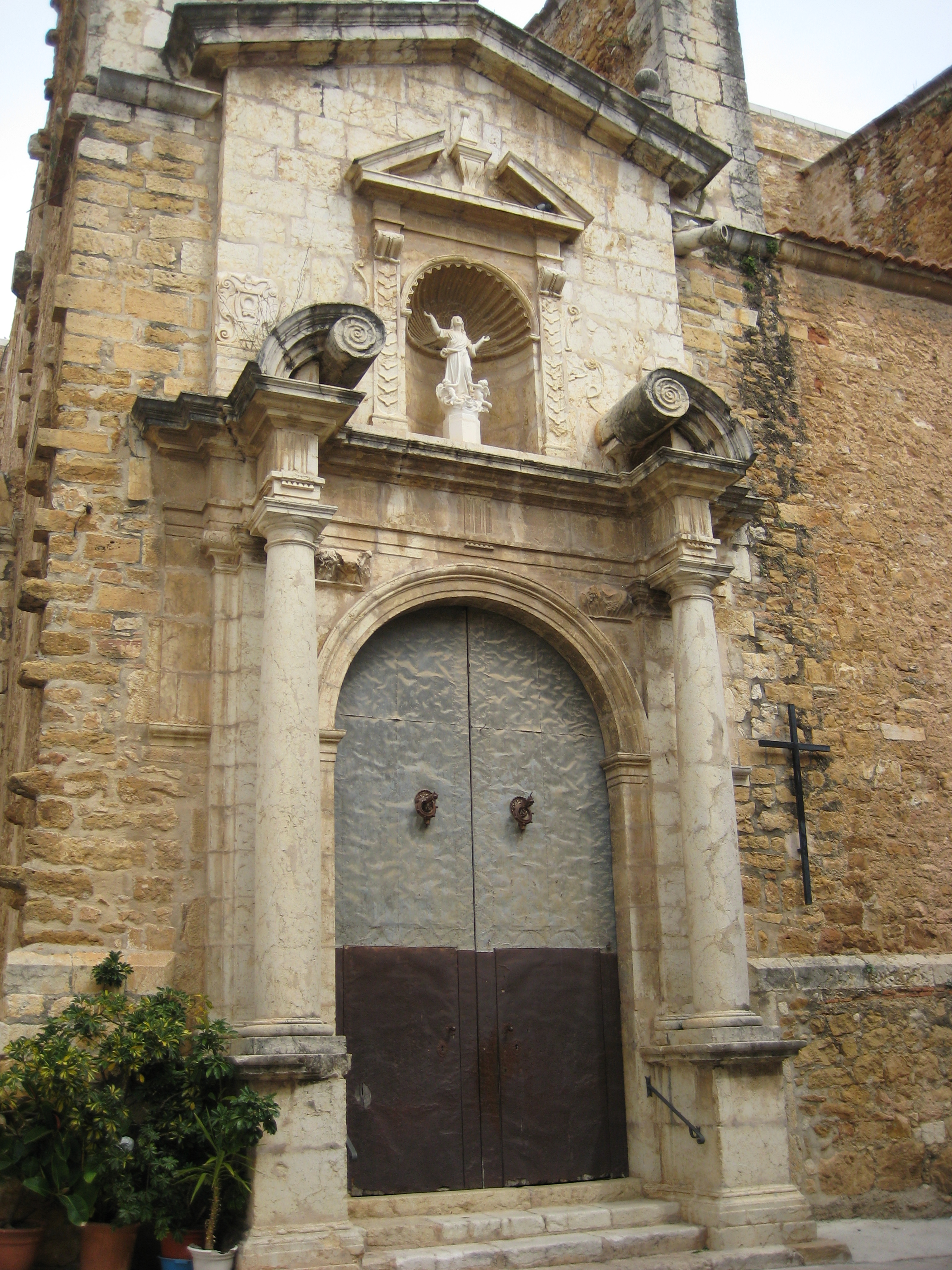
Portada de la iglesia de Traiguera.
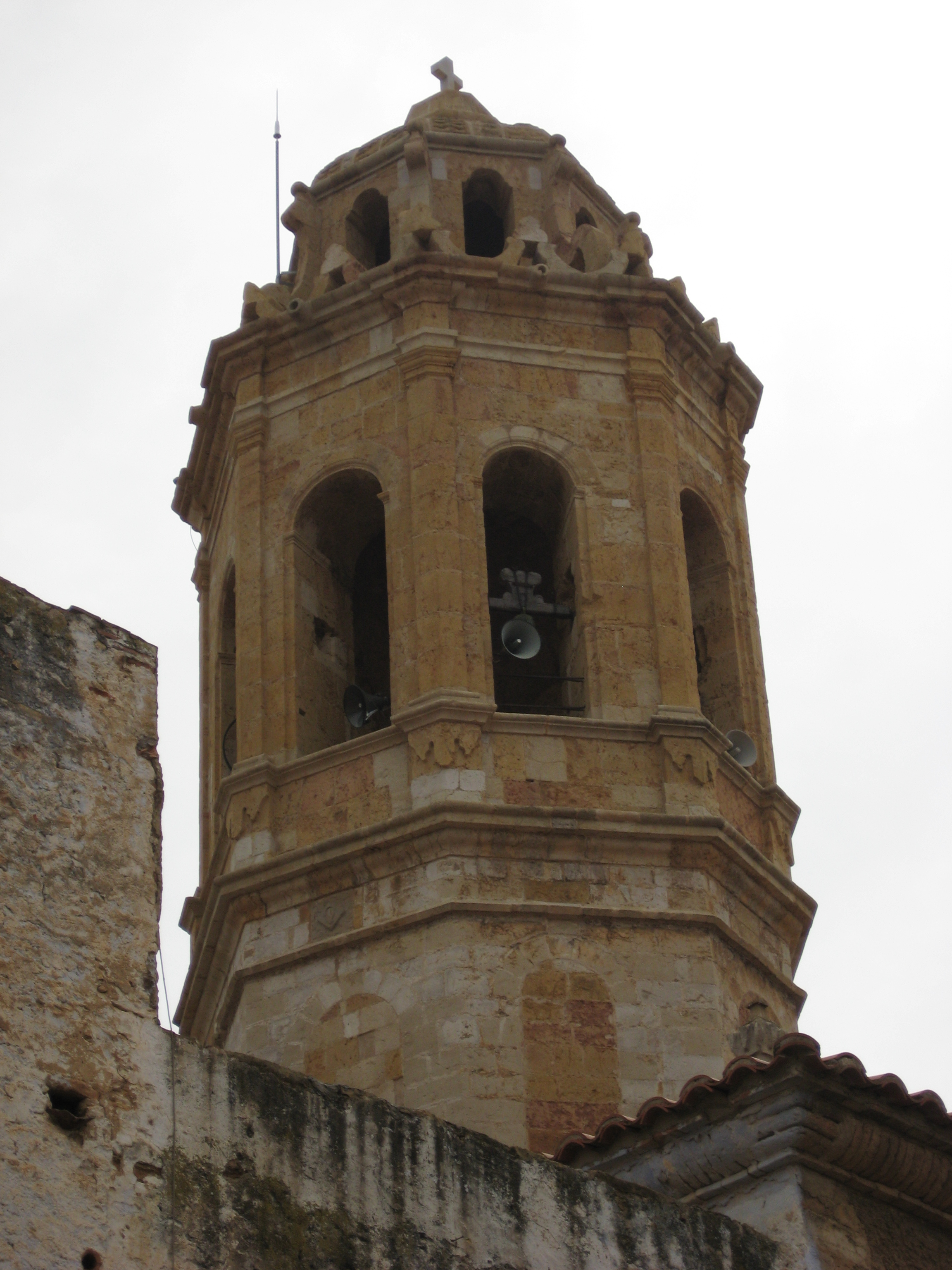
Campanario de la iglesia.
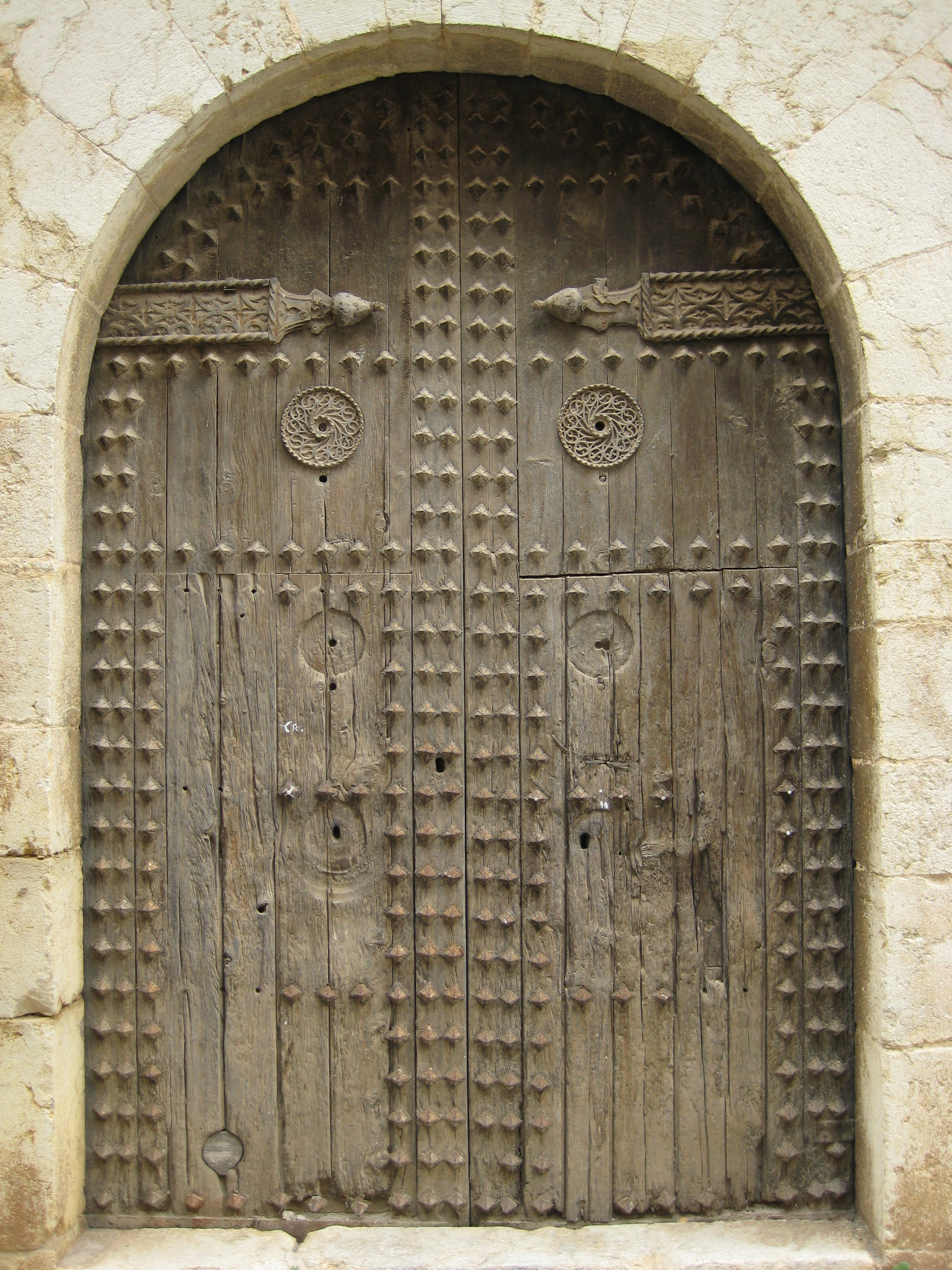
Puerta gòtica

## Museo parroquial
El Museo contiene diversas piezas de gran valor artístico, sobre todo orfebrería religiosa. Las primeras piezas fueron incorporadas por Ramón Pastor, rector, que formó parte de la corte de Benedicto XIII.
- Copón de Aviñón, de plata sobredorado, hecho a finales del siglo XIV en talleres provenzales, punzón de Aviñón.
- Cruz Procesional del «Papa Luna», de plata sobredorada y cristal de roca, realizada a finales del siglo XIV en talleres franceses.
- Tapas de evangeliario, de plata repujada y cincelada, de finales del siglo XIV, con punzón de Perpiñán.
- Cáliz de plata sobredorado y esmaltado, realizado a finales del siglo XIV en talleres catalanes, con punzón de Barcelona.
- Arqueta renacentista de marfil del siglo XV, los talleres venecianos de Embriachi el Viejo, decorada con escenas mitológicas y de la vida cotidiana.
- Ostentorio-Custodia de plata y plata sobredorada, hecha por el orfebre Joan Olcina, con punzón de San Mateo.
- Cruz Procesional Mayor, de plata sobredorado, burinada y repujada, realizada en 1419 por Bernat Santalínea, de Morella.
- Cruz Procesional Menor, de plata sobredorado, fechada en 1490 y atribuida a Juan Santalínea, de Morella.